# Remigia associata
Remigia associata är en fjärilsart som beskrevs av Walker 1865. Remigia associata ingår i släktet Remigia och familjen nattflyn. Inga underarter finns listade.